# Zelenogorszk (Krasznojarszki határterület)
Zelenogorszk (oroszul: Зеленогорск) város Oroszország ázsiai részén, a Krasznojarszki határterületen, zárt közigazgatási egység. Korábbi nevei: Zaozjornij-13, illetve Krasznojarszk-45.
Népessége: 66 056 fő (a 2010. évi népszámláláskor).

## Elhelyezkedése
Krasznojarszktól 167 km-re keletre, Zaozjornijtól kb. 18 km-re északnyugatra, a kis Barga folyó torkolatánál, a Kan bal partja mentén terül el. Mellette egykori homokbányák helyén kialakult kis tavak sorakoznak. A régi városrész a Jenyiszej-hegyvonulat déli nyúlványainak dombjaival érintkezik. A Barga a föld alá bujtatva folyik át a városon.
A transzszibériai vasútvonallal a Zaozjornij állomásnál leágazó szárnyvonal biztosítja az összeköttetést, de azt kizárólag áruszállításra használják.

## Története
Az első orosz ideiglenes települést (téli szállást) 1628-ban alapította egy 50 fős kozák csapat. Később az üldözés elől menekülő óhitűek telepedtek le itt, akik békét kerestek a tajga csendjében. A Barga folyóról elnevezett kis települést 1735-ben említik egy földrajzi expedíció feljegyzései között. A 19. század közepén egy gazdag kereskedő a folyó torkolatánál vasgyártó üzemet létesített, mely kb. 30 évig létezett. A 19–20. század fordulóján, amikor Közép-Oroszországból orosz parasztok tömegesen telepedtek át Szibériába, öt kis falu keletkezett a mai város környékén, köztük Uszty-Barga (jelentése: 'a Barga torkolata'). A folyó mentén és torkolatvidékén ugyanekkor kezdődött a csillám nagyobb arányú bányászata is.
A szovjet kormány 1955 végén hozott határozatot az atombombához szükséges uránt előállító gyár létesítéséről a Kan partján. A mocsaras, erdős vidéken rövid idő alatt épült fel az ún. elektrokémiai gyár, mellette a város és az ezeket kiszolgáló hőerőmű (Krasznojarszkaja GRESZ-2), amely ma az egyik legnagyobb széntüzelésű hőerőmű Kelet-Szibériában (1250 MW).
A feszített tempójú építkezésen nagyrészt a hadsereg erői dolgoztak. 1956 nyarán rakták le az első lakóház alapjait. A leendő gyár területének előkészítése 1957 nyarán kezdődött, az első egységek 1962 őszén kezdték meg a magasan dúsított urán előállítását. A hőerőmű első blokkja már bő egy évvel korábban áramot adott. A vonatkozó nemzetközi szerződések megkötése után, 1988-tól a gyár áttért az alacsony, csupán néhány %-os dúsítású urán előállítására, amit az atomerőművekben használnak. Ugyanabban az évben a kis Barga folyó kilépett medréből, és a fél város víz alá került.